# Рудозем
Рудозем (болг. Рудозем) — город в Болгарии. Находится в Смолянской области, административный центр общины Рудозем. Население составляет 3478 человек (2022).

## Политическая ситуация
Кмет (мэр) общины Рудозем — Николай Иванов Бояджиев (коалиция партий: Граждане за европейское развитие Болгарии (ГЕРБ), Земледельческий народный союз (ЗНС)) по результатам выборов 2007 года в правление общины.

## Демография

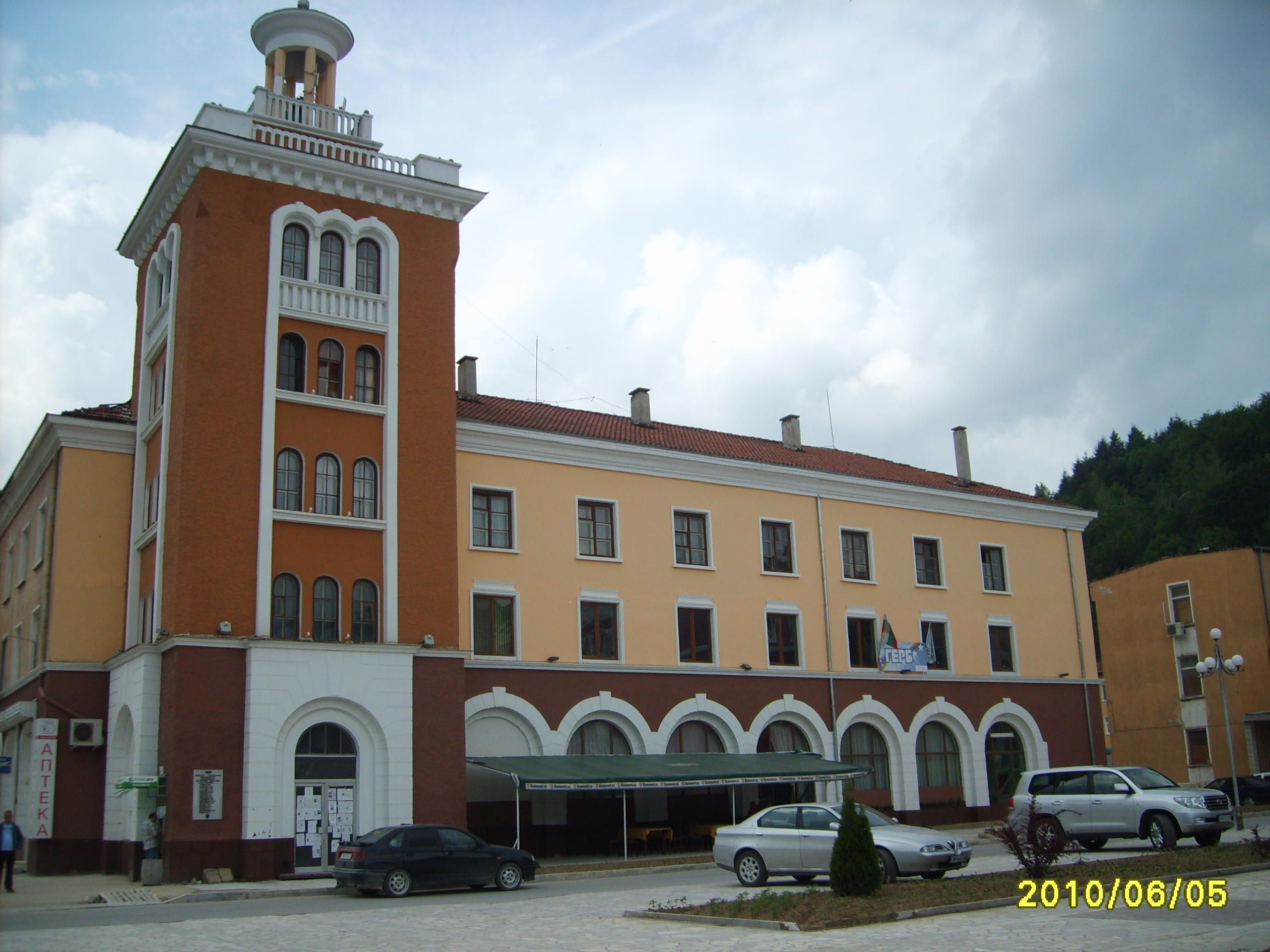
Рудоуправление

- 1926 — 333 жителя[4]
- 1934 — 333 жителя[4]
- 1946 — 419 жителей[4]
- 1956 — 6121 житель[4]
- 1965 — 6917 жителей или 6756[5], а с пригородами 8795[6] или 7132[4]
- 1972 — 9600 жителей[7]
- 1975 — 5374 жителя[4]
- 1983 — 6851 житель[4][8]
- 1985 — 12 855 жителей[9]
- 1990 — 13 065 жителей в общине Рудозем[10]
- 2009 — 3958 жителей